# NGC 1604
NGC 1604 је лентикуларна галаксија у сазвежђу Еридан која се налази на NGC листи објеката дубоког неба.
Деклинација објекта је - 5° 22' 10" а ректасцензија 4h 31m 58,5s. Привидна величина (магнитуда) објекта NGC 1604 износи 13,7 а фотографска магнитуда 14,7. NGC 1604 је још познат и под ознакама MCG -1-12-20, NPM1G -05.0201, PGC 15433.